# 富山大学の人物一覧
富山大学の人物一覧（とやまだいがくのじんぶついちらん）は、富山大学に関係する人物の一覧である。

## 教職員

### 教養教育
- 杉森保（教授）

### 理学部
- 永井節夫（数学科教授）

### 大学院生命融合科学教育部
- 篠原寛明（生命工学科教授）

### カーボンニュートラル産業創生研究センター
- 椿範立（副センター長）

## 元教職員

### 人文学部
- ヴェチェスラフ・ステパーノヴィチ・カザケーヴィチ（教授、ロシア語・ロシア文学）
- 金子幸代（教授、日本文学、やまなし文学賞）
- 筒井洋一（教授、作家）
- 都留泰作（准教授、漫画家）

### 人間発達学部
- 深井甚三（人間環境システム学科教授）
- 村上宣寛（発達教育学科教授）
- 横山泰行（名誉教授）

### 理学部
- 伊与原新（助教、作家）

### 医学部
- 永山くに子（看護科名誉教授）
- 山本修一（眼科医、富山医科薬科大学講師）[1]

### 芸術文化学部
- 伊東順二（芸術文化学科教授、美術評論家）

## 出身者

### 政界
- 縣聡 - 元長野県大町市長、高岡高等商業学校卒
- 渕上綾子 - 北海道議会議員、トランスジェンダー
- 庭田幸恵 - 参議院議員、 航空会社客室乗務員・元富山テレビ契約アナウンサー、経済学部卒

### 行政
- 森幸男 - 元環境事務次官、元東宮大夫、元麻薬・覚せい剤乱用防止センター理事長
- 石出宗秀 - 元総理府次長、元賞勲局長
- 寺林敏 - 富山県副知事、あいの風とやま鉄道会長

### 財界
- 飯田晋一郎 - 元三菱ウェルファーマ代表取締役社長、元ウェルファイド代表取締役社長
- 石黒傳六 - 元アルフレッサ ホールディングス代表取締役社長、元明祥代表取締役社長
- 奥出信行 - 元タカラ代表取締役社長、角川プロダクション代表取締役社長
- 金森喜久男 - 元ガンバ大阪代表取締役社長
- 田村四郎 - 日医工創業者
- 中尾哲雄 - インテック最高顧問、元代表取締役最高経営責任者
- 中村昌弘 - 元名古屋銀行代表取締役頭取、愛知県サッカー協会副会長
- 葉山夏樹 - 元田辺三菱製薬代表取締役社長、元日本製薬工業協会副会長
- 堀川憲司 - アニメスタジオピーエーワークス設立者・代表取締役社長、アニメプロデューサー
- 四津井宏至 - 高岡銅器組合理事長、“四津井”会長

### 研究者・学者
50音順で掲載しています。
- 荒井洋一 - 東京学芸大学教育学部教授、哲学者
- 五十里彰 - 静岡県立大学薬学部准教授、薬学者
- 上埜進 -  会計学者、Chair of Asia-Pacific Management Accounting Association （APMAA, アジア太平洋管理会計学会理事長）、公認会計士試験元試験委員、甲南大学名誉教授
- 梅原出 - 横浜国立大学学長、物理学者
- 小田豊 - 東京歯科大学名誉教授、元日本歯科理工学会会長
- 尾谷昌則 - 法政大学教授、言語学者
- 加藤政洋 - 立命館大学文学部教授、地理学者
- 金龍静 - 本願寺史料研究所副所長、歴史学者
- 佐藤哲男 - 千葉大学名誉教授、国際毒性学会連合（IFSTP）副会長
- 砂上史子 - 千葉大学教育学部教授、教育学者
- 竺覚暁 - 金沢工業大学教授、建築史学者
- 高津聖志 - 東京大学名誉教授、元日本免疫学会会長、免疫学者
- 瀧澤弘 - 文学者、元富山大学学長
- 竹田一夫 - 帯広畜産大学教授、雪氷学者
- 得田雅章 - 滋賀大学経済学部准教授
- 鳥居建男 - 福島大学環境放射能研究所特任教授、工学者（原子力工学）
- 長谷川成人 - 東京都医学総合研究所脳・神経科学研究分野長、クラリベイト・アナリティクス引用栄誉賞、神経科学者
- 花村克悟 - 東京工業大学教授、日本伝熱学会会長、工学者
- 藤井一二 - 金沢星稜大学名誉教授
- 古城紀雄 - 大阪大学名誉教授
- 宮下芳明 - 明治大学総合数理学部教授
- 森照明 - 大分大学医学部教授
- 吉川道夫 - 元中央大学教授
- 吉田光昭 - 東京大学名誉教授、元東京大学医科学研究所所長、分子生物学者
- 吉原節夫 - 高岡法科大学元学長、民法学者
- 尹大栄 - 静岡県立大学経営情報学部教授、経営学者

### 教育者
- 川原忠平 - 高岡第一高等学校創設者。
- 杉田久信 - 富山市立山室中部小学校校長。

### 文学
- 大宅昌 - 評論家。大宅壮一の妻。富山県女子師範学校卒。
- 小沢昭巳 - 児童文学作家。高岡工業専門学校卒。
- 亀井よし子 - 翻訳家。
- 栗林佐知 - 作家。2006年、『峠の春は』で第22回太宰治賞受賞。
- 齊藤美規 - 俳人。高岡高等商業学校卒。
- 田中聡 - フリーライター。
- 山元加津子 - 作家・養護教諭。

### 芸術
- 東一雄 - 洋画家。富山師範学校卒。
- 大平山濤 - 書家。富山県師範学校卒。
- 川辺外治 - 洋画家。富山師範学校卒。
- ノムラ＝ポレポレ - イラストレーター。高岡短期大学卒。
- 堀道広 - 漫画家・漆職人。高岡短期大学卒。
- 前田常作 - 画家。富山師範学校本科卒。
- 牧野良二 - 作曲家。代表作「富山県民の歌」。教育学部卒。
- 馬渡新平 - 陶芸家。工学部中退。

### 芸能
- すまけい - 俳優
- 千葉はな - 羊毛とおはなボーカル
- 松村もりす - 俳優
- 雷鳥・お姉ちゃん - お笑い芸人

### スポーツ
- 大﨑紳矢（元バスケットボール選手）
- 宮澤有紀（元陸上選手・医師）
- 若宮直道（元サッカー選手）

#### バレーボール
- 平谷里奈
- 白﨑麻友香（KUROBEアクアフェアリーズ：チーム広報）
- 星加輝（KUROBEアクアフェアリーズ）

### マスコミ
- 柳下詩織 - チューリップテレビアナウンサー
- 松田亜希 - 元チューリップテレビアナウンサー・NHK金沢放送局キャスター、経済学部卒
- 中山千桂子 - 四国放送アナウンサー
- 岡本恭 - 北日本放送アナウンサー
- 高野知香子 - 北日本放送アナウンサー
- 土屋愛子 - フリーアナウンサー（元富山テレビ放送アナウンサー）、人文学部卒
- 重原佐千子 ‐ フリーキャスター
- 宮下英樹 - 漫画家
- 倉嶋圭[要出典] - 漫画家
- 椎名龍一 - 将棋観戦記者
- 橋本星奈 - チューリップテレビアナウンサー、元TOKYO FMアナウンサー
- 佐竹美希 - BSよしもとアナウンサー、元テレビ金沢アナウンサー

### その他
- 酒井渉 - 臨床心理士。前・保健管理センター杉谷支所臨床心理士。
- 徳野英治 - 世界平和統一家庭連合（旧世界基督教統一協会・統一教会）の日本統一教会第11代・13代会長。
- 木村耕一 - エッセイスト、人文学部中退。
- 本田保則 - アニメーション音響監督、経済学部卒